# Nilakkottai
Nilakkottai é uma panchayat (vila) no distrito de Dindigul, no estado indiano de Tamil Nadu.

## Geografia
Nilakkottai está localizada a 10° 10′ N, 77° 52′ L. Tem uma altitude média de 320 metros (1049 pés).

## Demografia
Segundo o censo de 2001,  Nilakkottai  tinha uma população de 19,630 habitantes. Os indivíduos do sexo masculino constituem 50% da população e os do sexo feminino 50%. Nilakkottai tem uma taxa de literacia de 71%, superior à média nacional de 59.5%: a literacia no sexo masculino é de 76% e no sexo feminino é de 66%. Em Nilakkottai, 12% da população está abaixo dos 6 anos de idade.